# Rhipidolestes shozoi
Rhipidolestes shozoi – gatunek ważki z rodziny Rhipidolestidae. Opisał go Katsuyoshi Ishida w 2005 roku. Endemit japońskiej wyspy Okinawa; występuje tylko w lesie Yanbaru w północnej części wyspy. Imagines latają od kwietnia do lipca.